# Puliciphora seriata
Puliciphora seriata är en tvåvingeart som beskrevs av Borgmeier 1960. Puliciphora seriata ingår i släktet Puliciphora och familjen puckelflugor. Inga underarter finns listade i Catalogue of Life.